# Ист Џордан (Мичиген)
Ист Џордан (енгл. East Jordan) град је у америчкој савезној држави Мичиген. По попису становништва из 2010. у њему је живело 2.351 становника.

## Демографија
Према попису становништва из 2010. у граду је живело 2.351 становника, што је 156 (6,2%) становника мање него 2000. године.
| Група             | 2000.         | 2010.         |
| Белци             | 2.347 (93,6%) | 2.223 (94,6%) |
| Афроамериканци    | 10 (0,4%)     | 5 (0,2%)      |
| Азијати           | 4 (0,2%)      | 2 (0,1%)      |
| Хиспаноамериканци | 40 (1,6%)     | 55 (2,3%)     |
| Укупно            | 2.507         | 2.351         |